# شهرک کلاسیاه

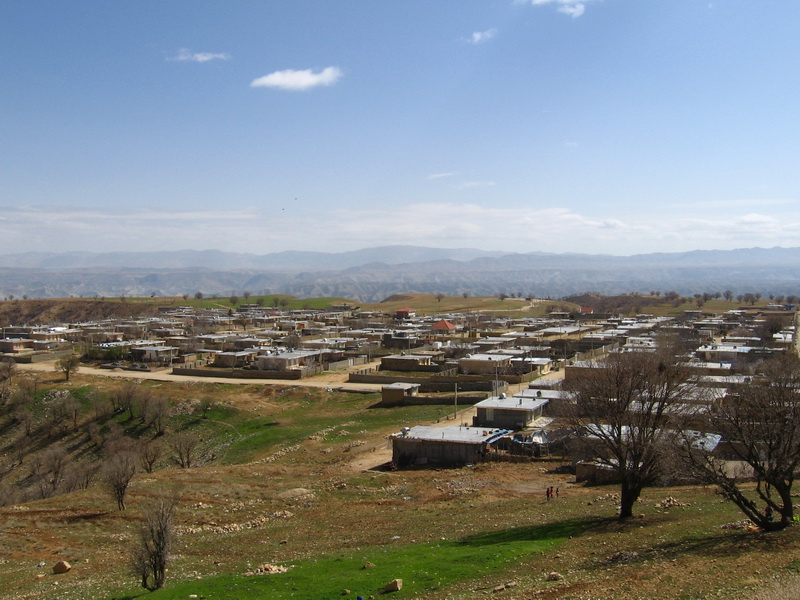
روستای کلاسیاه

روستا کلاه‌سیاه، یا شهرک کلاه‌سیاه که به زبان لری کلَه سی میشود ، روستایی از توابع بخش دشمن‌زیاری شهرستان ممسنی در استان فارس ایران است.
جمعیت این روستا نوسان دارد و اوج جمعیت روستا اوایل تابستان تا اواخر شهریورماه است.
عمده کار مردم این روستا زیبا کشاورزی و دامداری است.
مرکز دشمن‌زیاری تلمبه خانه حسنی است که در فاصله ۳۰ کیلومتری از روستای کلاه‌سیاه واقع شده‌است. آب و هوای این منطقه سرد و خشک است.

## جمعیت
این روستا در دهستان مشایخ قرار دارد و براساس سرشماری مرکز آمار ایران در سال ۱۳۸۵، جمعیت آن ۸۱۱ نفر (۲۳۵خانوار) بوده‌است.